# Лерканідипін
Лерканідипін — синтетичний препарат, що є похідним дигідропіридину та належить до групи блокаторів кальцієвих каналів, для перорального застосування. Лерканідіпин уперше синтезований у лабораторії італійської компанії «Recordati», та застосовується у клінічній практиці з 1997 року.

## Фармакологічні властивості
Лерканідипін — синтетичний препарат, що є похідним дигідропіридину та належить до групи блокаторів кальцієвих каналів. За хімічним складом є рацематом двох ізомерів — (+)R- та (-)S-лерканідипіну. Антигіпертензивна дія препарату обумовлена переважно S-енантіомером. Механізм дії препарату полягає у блокуванні так званих «повільних» кальцієвих каналів, уповільнюючи входження іонів кальцію в клітини та знижуючи його концентрацію в клітинах. Лерканідипін має антиангінальний та антигіпертензивний ефекти, знижує тонус гладкої мускулатури судин, розширює коронарні та периферичні артерії, знижує загальний периферичний судинний опір, артеріальний тиск, практично не впливає на скоротливість міокарду, зменшує післянавантаження та потребу міокарду в кисні, покращує коронарний кровообіг та не пригнічує провідність міокарду. Лерканідипін має високу спорідненість до гладких м'язів судин (у 177 раз вищу, чим до гладких м'язів сечового міхура та у 8,5 раз вищу, чим до гладких м'язів кишечнику тварин у експерименті), що дає виражений ефект розширення судин та лише незначний вплив на скоротливість міокарду. Лерканідипін має також антиоксидантні властивості та покращує функції ендотелію судин. Лерканідипін не впливає на концентрацію глюкози в крові та на ліпідний обмін.

### Фармакодинаміка
Лерканідипін після перорального прийому швидко та добре всмоктується у шлунково-кишковому тракті, але біодоступність препарату складає лише 10% у зв'язку з ефектом першого проходження через печінку. Максимальна концентрація в крові після перорального прийому досягається протягом 1,5—3 годин. Препарат добре розподіляється у більшості тканин організму. Лерканідипін добре зв'язується з білками плазми крові. Лерканідипін незначно проникає через плацентарний бар'єр та виділяється у грудне молоко. Тривалість дії лерканідипіну складає 24 години внаслідок високого ступеня зв'язування препарату з ліпідною мембраною клітин. Метаболізується препарат у печінці з утворенням неактивних метаболітів. Виводиться лерканідипін із організму переважно із сечею у вигляді метаболітів, частково виводиться із калом. Період напіввиведення лерканідипіну складає 8—10 годин, немає даних про збільшення цього часу при порушеннях функції печінки та нирок.

## Показання до застосування
Лерканідипін застосовується для лікування гіпертонічної хвороби.

## Побічна дія
При застосуванні лерканідипіну можливі наступні побічні ефекти:
- Алергічні реакції та реакції з боку шкірних покривів — рідко висипання на шкірі.
- З боку травної системи — рідко нудота, блювота, діарея, біль у животі, гіперплазія ясен.
- З боку нервової системи — рідко головний біль, запаморочення, підвищена втомлюваність, загальна слабкість, сонливість, втрати свідомості.
- З боку серцево-судинної системи — дуже рідко тахікардія, посилення приступів стенокардії, артеріальна гіпотензія, периферичні набряки, приливи крові до обличчя, екстрасистолія, інфаркт міокарду.
- З боку сечостатевої системи — рідко поліурія.
- З боку опорно-рухового апарату — дуже рідко міалгія.
- Зміни в лабораторних аналізах —рідко підвищення рівня активності трансаміназ в крові.

## Протипокази
Лерканідипін протипоказаний при підвищеній чутливості до похідних дигідропіридину, кардіогенному шоці, нестабільній стенокардії, вираженій гіпотензії, при інфаркті міокарду, нелікованій застійній серцевій недостатності, важких порушеннях функції печінки та нирок, вагітності та годуванні грудьми. Лерканідипіндипін застосовується з обережністю при мітральному та аортальному стенозі, гіпертрофічній кардіоміопатії, вираженій тахікардії або брадикардії. Лерканідипін не застосовується у дитячому та підлітковому віці. Лерканідипін не застосовується сумісно із кетоконазолом, ітраконазолом, еритроміцином, ритонавіром, циклоспорином. Лерканідипін не застосовується разом із грейпфрутовим соком, оскільки грейпфрутовий сік підвищує біодоступність лерканідипіну та його концентрацію в плазмі крові.

## Форми випуску
Лерканідипін випускається у вигляді таблеток по 0,01 та 0,02 г. Разом із еналаприлом входить до складу комбінованого препарату «Коріпрен».

## Стереохімія
Лерканідипін містить стереоцентр і складається з двох енантіомерів. Це рацемат, тобто рівна суміш  R - та  S -форми.
| Енантіомери лерканідипіну | Енантіомери лерканідипіну |
| ------------------------- | ------------------------- |
| CAS-Nummer: 185197-70-0   | CAS-Nummer: 185197-71-1   |